# Мария Александровна (великая княжна)
Великая княжна Мария Александровна (в замужестве герцогиня Эдинбургская и герцогиня Саксен-Кобург-Готская; 5 (17) октября 1853, Царское Село — 24 октября 1920, Цюрих) — дочь российского императора Александра II и императрицы Марии Александровны. Мария вышла замуж за принца Альфреда герцога Эдинбургского, второго сына королевы Виктории и принца Альберта Саксен-Кобург-Готского.

## Биография

### Семья

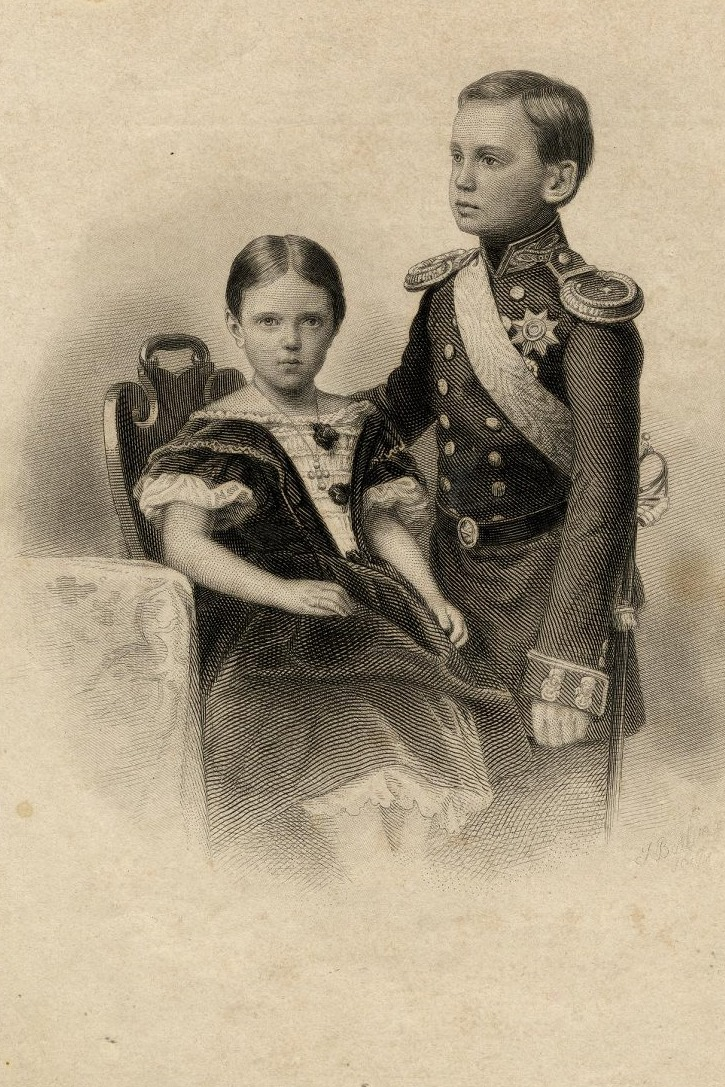
Мария Александровна с братом Александром Александровичем

Мария Александровна родилась 17 (5) октября 1853 года в Александровском дворце Царского Села. Она была шестым ребёнком и единственной выжившей дочерью императора Александра II и его жены, императрицы Марии Александровны, которая была дочерью великого герцога Людвига II Гессенского. В день её рождения фрейлина Анна Тютчева, дочь известного поэта, записала в дневнике:

«Эта маленькая девочка — большая радость в императорской семье, ее очень ждали и желали, так как после великой княжны Лины, которая не дожила до семи лет, у цесаревны были только сыновья. Этой новой пришелице предназначили имя Веры, но старая княгиня Горчакова написала императрице, что она видела сон, будто у цесаревны родится дочь, если она обещает назвать ее Марией. Итак, назовут ее Марией…»
На момент рождения Марии, царём был её дед - Николай I, а отец был цесаревичем. В 1855 году, когда Марии минуло 17 месяцев, Николай I скончался, и Александр II стал новым императором. У Марии было 4 старших брата и 2 младших. Свою старшую сестру Александру, скончавшуюся в детском возрасте до рождения Марии. Сама Мария чуть не умерла от болезни горла в возрасте семи лет.
А. О. Смирнова вспоминала, что Мария Александровна росла «слабенькой девочкой» и страдала глистами, а вылечил её гомеопатией доктор Обломиевский. Фрейлина Тютчева «с помощью английской няни Кити вытаскивала клубки зловредного червяка солитера, который всю пищу отравлял».

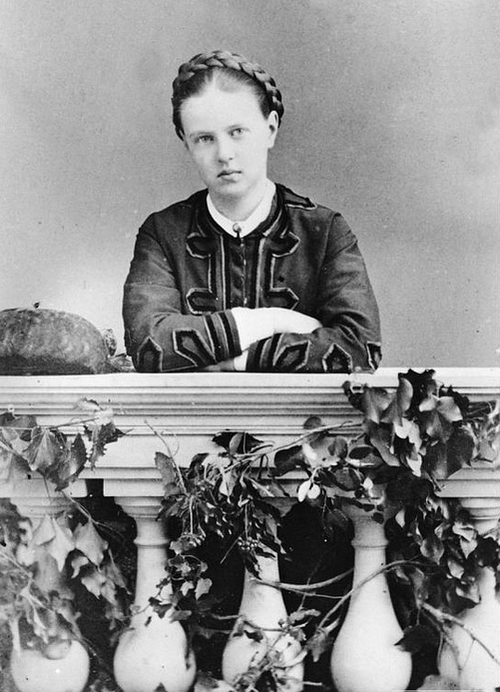
Мария в ок. 1860 году

Детство Марии прошло в роскоши и великолепии больших дворцов и загородных поместий. Главной резиденцией императорской семьи был Зимний дворец на тысячу шестьсот комнат в Санкт-Петербурге, а ещё одна резиденция находилась в Гатчине. В Зимнем дворце для великой княжны в 1858 году были отделаны апартаменты на первом этаже в западном корпусе (залы № 34—38) с видом на Адмиралтейство.
Летом семья останавливалась в Петергофе, большом комплексе с фермами, домиками и павильонами на берегу Финского залива. С конца лета до зимы императорская семья переезжала в Царское Село, где стояли Екатерининский и Александровский дворцы. На детском острове в пруду парка Александровского дворца у Марии был свой собственный маленький домик, закрытый от взрослых, где играли дети. Когда Марии было 8 лет, царь к её удовольствию пристроил к домику ферму.

Родители очень любили и баловали девочку. Фрейлина Анна Тютчева вспоминала, что родители "осыпают её поцелуями", а императрица "безгранично обожает" свою единственную выжившую дочь. Александр II любил проводить время с дочерью и называл любимым ребёнком. 
"почти каждый вечер я прихожу покормить супом этого маленького херувима. Это единственная приятная минута за весь мой день, единственное время, когда я забываю о тяготящих меня заботах". - признавался царь фрейлине Тютчевой.
Когда Марии наскучивало учиться, она врывалась в кабинет отца и прерывала его встречи с министрами. Марию связывала с братьями крепкая дружба. Её гувернантка отмечала, что она "терпеть не может, когда кто-то делает выговор кому-либо из её братьев. Это приводит её в состояние настоящего отчаяния". Императрица страдала лёгочным заболеванием и часто ездила в Германию и Южную Европу, спасаясь от суровых русских зим. Она нередко брала с собой в эти поездки троих своих младших детей, отчего Мария особенно сдружилась со своими двумя младшими братьями, Сергеем и Павлом. В окружении братьев Мария росла сорванцом с независимым характером и сильной волей. "Она всегда искренняя и никогда не меняется в присутствии незнакомых людей... Она привыкла быть в центре внимания, и что все ей подчиняются", - заметила Анна Тютчева. Тютчева описала свою ученицу как "упрямую и бескомпромиссную", отметив, что "с ней нельзя обращаться грубо или много рассуждать".

### Образование
Мария получила придворное образование под строгим руководством своей гувернантки, графини А. А. Толстой. Мария стала первой русской великой княгиней, кого воспитывали английские няни. Мария свободно говорила на русском, английском, немецким и французским языками. В августе 1867 года, когда императорская семья находилась в Ливадийском дворце в Крыму, Марк Твен познакомился с Марией и её родителями. Известный американский писатель описал её как "голубоглазую, скромную и хорошенькую". Как и многие современники, Твен заметил влияние, которое молодая великая княгиня оказывала на своего отца.

### Замужество

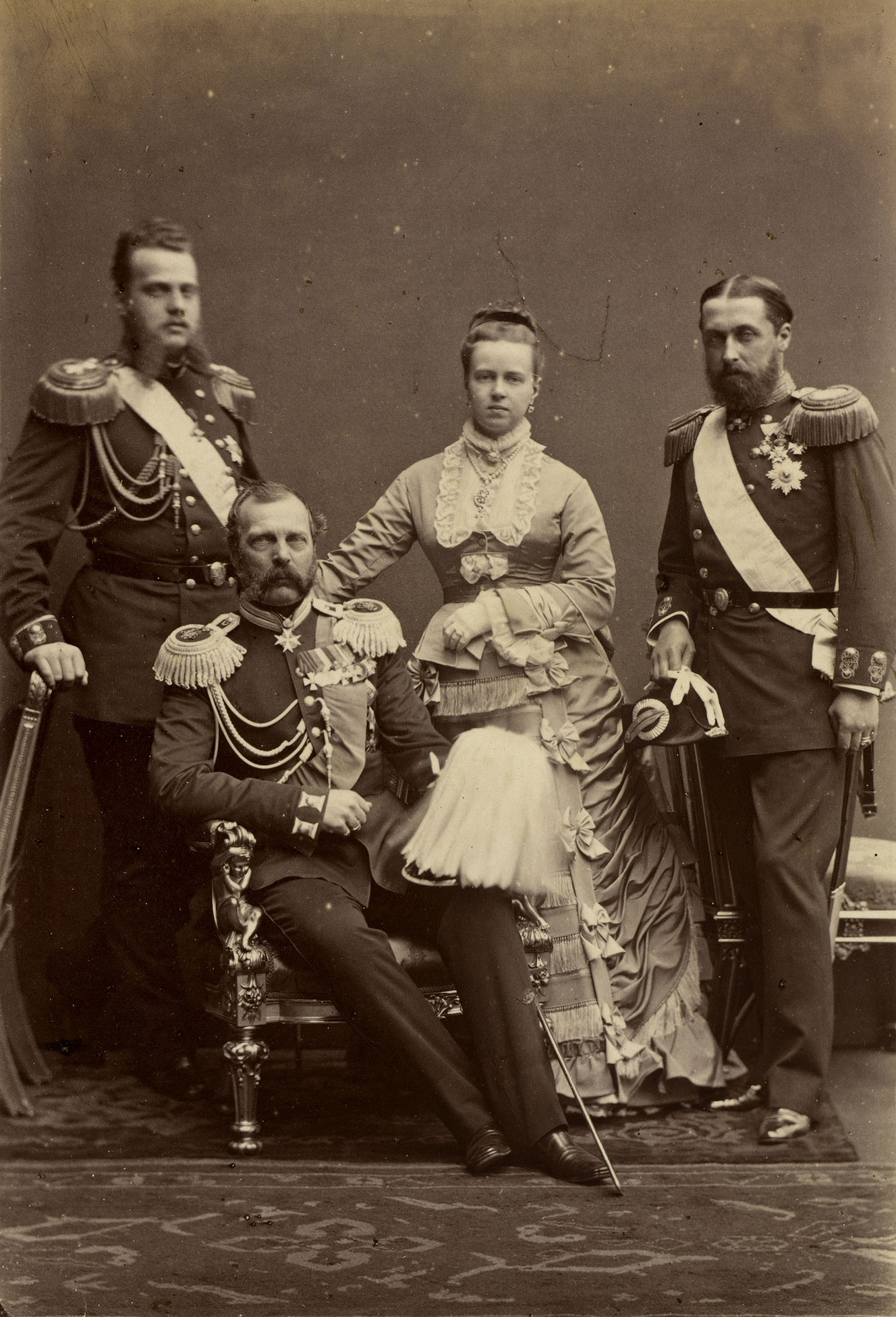
В.к. Мария Александровна с женихом Альфредом, отцом и братом Алексеем, 1873-1874 гг.

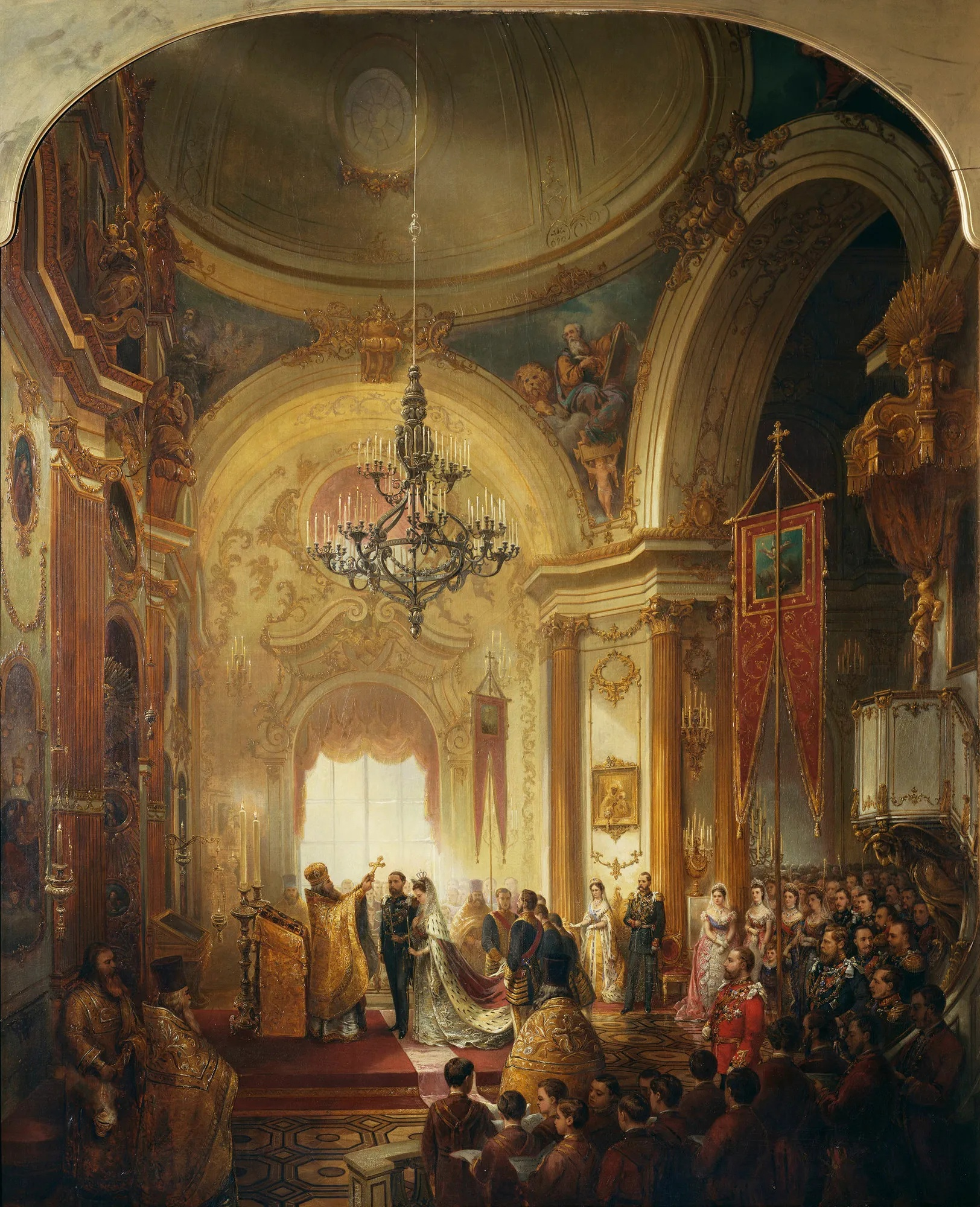
СПб. Венчание принца Альфреда и в.к. Марии Александровны в Зимнем дворце в 1874 г.

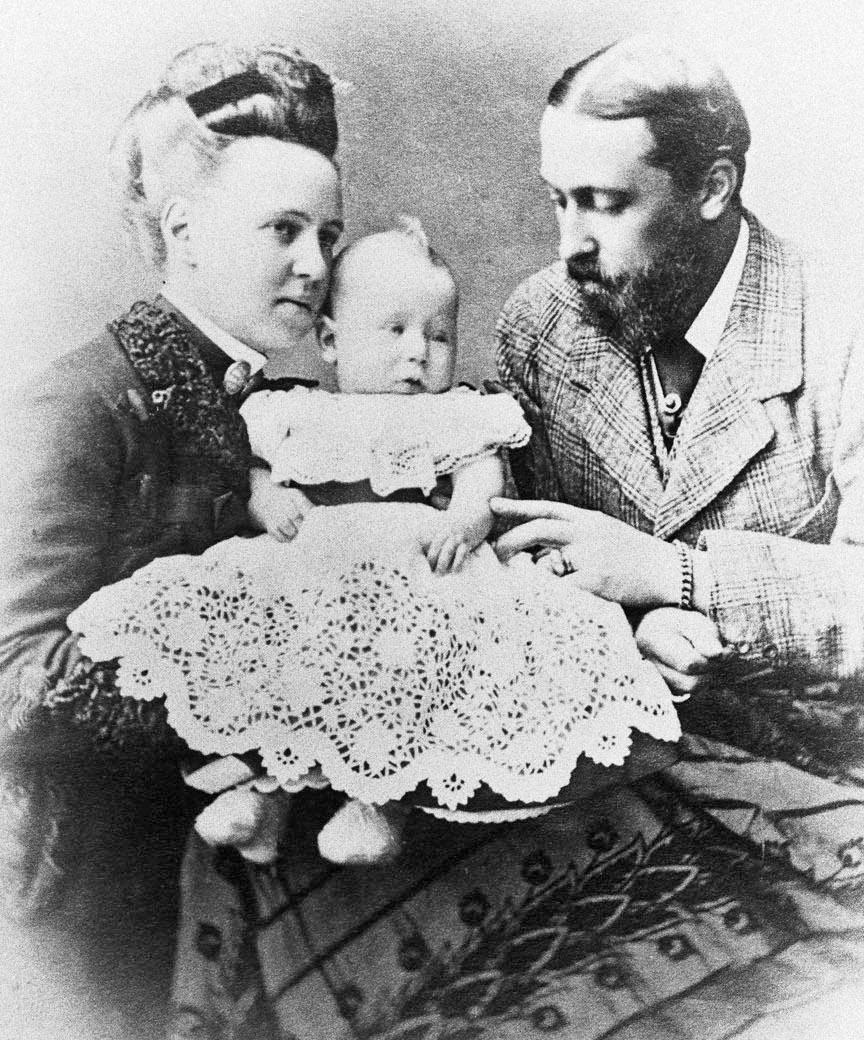
Мария Александровна с мужем принцем Альфредом и перворожденным сыном Альфредом

С будущим мужем Его Королевским Высочеством принцем Альфредом герцогом Эдинбургским познакомилась осенью 1868 года в Гейдельберге. В 1871 году они встретились снова в Дармштадте. Великой княжне принц не понравился из-за своей стремительной бесцеремонности, он на третий день посватался. Император был не против брака, но заметил, что не стесняет своих детей в их выборе и позволил принцу приехать в Петербург. В начале 1873 года королева Виктория обратилась к императрице с официальном письмом по поводу брака сына, но получила ответ, что выбор по-прежнему остается за великой княжной. Летом 1873 года Мария Александровна встретилась с принцем в Дармштадте и согласилась стать его женой.
23 января 1874 года в Большой церкви Зимнего дворца в Санкт-Петербурге состоялось бракосочетание великой княжны Марии с Его Королевским Высочеством принцем Альфредом герцогом Эдинбургским, вторым сыном королевы Виктории. Александр II дал ей в приданое неслыханную по тем временам сумму в 100 000 фунтов, и сверх того ежегодное пособие в 20 000 фунтов.
Герцог и герцогиня Эдинбургские прибыли в Лондон 12 марта. Супружество было несчастливым. Герцог был донжуаном, общество королевы и ее детей действовало угнетающе, а лондонское общество считало невесту слишком надменной, возмущаясь ее излишне мужским манерам, властности в обращении с прислугой, независимому характеру и курению на людях. Согласно письмам ее матери: «Мари считает Лондон отвратительным [...] воздух там ужасен, английская еда отвратительна, более поздние часы очень утомительны, визиты в Виндзор и Осборн невероятно скучны». Император Александр II настаивал, чтобы к его дочери обращались «Ваше Императорское Высочество» и чтобы она имела первенство перед принцессой Уэльской. Эти заявления просто разъярили королеву Викторию. Королева заявила, что титул «Её Королевское Высочество», принятый Марией Александровной после свадьбы, должен заменить титул «Её Императорское Высочество», который принадлежал ей по рождению. Со своей стороны, герцогиня Эдинбургская обижалась на то, что принцесса Уэльская, дочь датского короля Кристиана IX, предшествует ей, дочери русского императора. После замужества Мария титуловалась как «Её Королевское Высочество», «Её Королевское и Императорское Высочество» и «Её Императорское и Королевское Высочество». Королева Виктория дала ей первое место после принцессы Уэльской. Поведение и личные реплики королевы Виктории в адрес русского царя и России во время Восточного кризиса и русско-турецкой войны произвели на Марию Александровну тяжелое впечатление. После 1878 года супруги подолгу жили в Кобурге, где на средства Марии Александровны был отстроен новый Эдинбургский дворец. Карьера мужа на флоте и положение при дворе позволяло супругам много путешествовать, что герцогине очень нравилось. Она посетила большинство европейских стран, включая Испанию, Италию, Нидерланды, Грецию и даже Черногорию, совершая ежегодные поездки в Германию, Англию и Россию.

### Саксен-Кобург и Гота
После того, как 22 августа 1893 года скончался герцог Эрнст II Саксен-Кобург-Готский, свободное герцогство Саксен-Кобург и Гота перешло к его младшему племяннику — мужу Марии Александровны принцу Альфреду, так как его старший брат, принц Уэльский, отказался от этого престола. Альфред отказался от британского пособия в 15 000 фунтов в год и мест в палате лордов и внутреннем совете, но сохранил за собой 10 000 фунтов, получаемых от женитьбы для содержания своего лондонского поместья Кларенс-хаус. После того, как муж Марии Александровны взошёл на герцогский трон, она стала именоваться герцогиней Саксен-Кобург-Готской, сохранив при этом и титул герцогини Эдинбургской.
Их сын, наследный принц Альфред, был уличен во внебрачных отношениях и попытался застрелиться в январе 1899 года, во время 25-й годовщины свадьбы его родителей. Он выжил, и родители отправили его в Мерано, где наследник и умер две недели спустя 6 февраля.
Герцог Саксен-Кобург-Готский умер от рака горла 30 июля 1900 года в замке Росено в Кобурге. Герцогский трон перешёл к его племяннику, принцу Чарльзу-Эдуарду, герцогу Олбани. Вдовствующая герцогиня Мария осталась проживать в Кобурге, поддерживая германский курс. Несмотря на это, с началом Первой мировой войны Мария была вынуждена уехать с младшими дочерями в Швейцарию. Революции в России и Германии лишили герцогиню большей части ее состояния и последние годы она жила на средства от продажи своих драгоценностей. 

### Смерть
Мария умерла во сне от сердечного приступа в октябре 1920 года в Цюрихе, Швейцария, и была похоронена в усыпальнице герцогов Саксен-Кобург-Готских на кладбище Глокенберг в Кобурге.

## Дети
| Имя                                                       | Рождение        | Смерть          | Примечание |
| --------------------------------------------------------- | --------------- | --------------- | --- |
| Наследный принц Альфред                                   | 15 октября 1874 | 6 февраля 1899  | Наследный принц Саксен-Кобург-Готский с 22 августа 1893 |
| Принцесса Мария                                           | 29 октября 1875 | 18 июля 1938    | вышла замуж, 10 января 1893, за короля Румынии Фердинанда I (1865—1927); оставила потомство |
| Принцесса Виктория Мелита                                 | 25 ноября 1876  | 2 марта 1936    | вышла замуж (1), 19 апреля 1894, за Эрнеста Людвига, великого герцога Гессенского; оставила потомство; развелась 21 декабря 1901 (2) 8 октября 1905, за великого князя Кирилла Владимировича; оставила потомство |
| Принцесса Александра Эдинбургская и Саксен-Кобург-Готская | 1 сентября 1878 | 16 апреля 1942  | вышла замуж, 20 апреля 1896, за принца Эрнеста Гогенлоэ-Лангенбургского; оставила потомство |
| Мертворожденный сын                                       | 13 октября 1879 | 13 октября 1879 | |
| Принцесса Беатриса                                        | 20 апреля 1884  | 13 июля 1966    | вышла замуж, 15 июля 1909, за дона Альфонсо, инфанта Испании, 3-го герцога Галлиерийского; оставила потомство |

## Титулы
22 июля 1871 назначена шефом 14-го уланского Ямбургского полка, который именовался с этого времени 14-м уланским Ямбургским Ея Императорского Высочества Великой Княжны (с 1874 — Великой Княгини) Марии Александровны полком.
- 1853—1874: Её Императорское Высочество Великая Княжна Мария Александровна
- 1874—1920 (в России): Её Императорское Высочество Великая Княгиня Мария Александровна
- 1874—1893: Её Императорское и Королевское Высочество Герцогиня Эдинбургская
- 1893—1900: Её Императорское и Королевское Высочество(?) Герцогиня Саксен-Кобургская-Готская и Эдинбургская
- 1900—1920: Её Императорское и Королевское Высочество(?) Вдовствующая Герцогиня Саксен-Кобургская-Готская и Эдинбургская

## Награды
- Орден Луизы с датой «1813/1814» (королевство Пруссия)[11]